# Paulo César Rocha Rosa
Paulo César Rocha Rosa (São Luís, 5 gennaio 1980) è un ex calciatore brasiliano, di ruolo attaccante.